# Armement Air-Sol Modulaire
Armement Air-Sol Modulaire (AASM bzw. AASM Hammer, kurz Hammer, steht für Highly Agile Modular Munition Extended Range) bezeichnet einen Rüstzusatz für ungelenkte Bomben, wodurch diese zu Lenkbomben werden oder Bomben, die mit dem Nachrüstsatz versehen sind.
Der Rüstzusatz wurde von der Firma Sagem Défense Sécurité für die Französische Luftwaffe entwickelt. Mit GPS ausgerüstete AASM-Prototypen wurden im Dezember 2006 im Südwesten Frankreichs erstmals getestet. Man kann die AASM nicht nur als gelenkte Gleitbombe, sondern auch als Luft-Boden-Rakete nutzen, wenn man sie mit einem Feststoff-Raketenmotor ausrüstet. Als Bombenkörper können französische oder die der amerikanischen Mk-80–Serie genutzt werden. Im Jahr 2010 bestellte Frankreich 3400 Rüstzusätze dieses Typs. Sie wurde in Afghanistan und 2011 beim internationalen Militäreinsatz in Libyen eingesetzt und wird von den Ukrainischen Streitkräften eingesetzt, um sich gegen den russischen Überfall auf die Ukraine zu verteidigen.

## Versionen der Steuerung
- die Version SBU-38 (Smart Bomb Unit) wird ausschließlich mittels INS/GPS gesteuert. SBU-38 war die erste verfügbare Variante der Steuerung. Sie hat einen Streukreisradius (CEP) von 10 Metern.
- die Version SBU-54 ist seit 2012 im Einsatz. Sie hat einen Suchkopf für mit einem Laser markierte Ziele als Ergänzung zum INS/GPS-Sucher und kann auch bewegliche Ziele bekämpfen.
- die Version hat zusätzlich zur INS/GPS-Steuerung einen abbildenden Infrarot-Suchkopf. Dieser vergleicht in der Endphase des Fluges der Bombe mit Hilfe von Bilderkennungs-Algorithmen das gesehene Zielgebiet mit einem gespeicherten Bild des Zieles. Dadurch wird der CEP auf 1 Meter reduziert.

## Nutzer
- Ägypten
- Frankreich: 3400 Lenksätze
- Indien
- Katar
- Marokko
- Ukraine[2][3]